# Mefisto (film)
Mefisto (oryg. Mephisto) – węgiersko-austriacko-niemiecki dramat filmowy z 1981 roku w reżyserii Istvána Szabó. Adaptacja powieści Klausa Manna pod tym samym tytułem.

## Opis fabuły
Akcja filmu toczy się w okresie objęcia władzy w Niemczech przez nazistów. Młody aktor teatralny, Hendrik Höfgen (Klaus Maria Brandauer) odnosi niespodziewany sukces w roli Mefista w „Fauście”, zdobywa popularność i przywileje ze strony władz. Podczas gdy jego współpracownicy i przyjaciele schodzą do podziemia i uciekają przed nazistowskim terrorem, Höfgen staje się marionetką w rękach władzy, która wykorzystuje go do głoszenia swojej totalitarnej ideologii.

## Role główne
- Klaus Maria Brandauer jako Hendrik Höfgen
- Krystyna Janda jako Barbara Bruckner
- Ildikó Bánsági jako Nicoletta von Niebuhr
- Rolf Hoppe jako Generał
- György Cserhalmi jako Hans Miklas
- Péter Andorai jako Otto Ulrichs
- Karin Boyd jako Juliette Martens
- Christine Harbort jako Lotte Lindenthal